# Gmundener Straße
Die Gmundener Straße (B 144) ist eine Landesstraße in Österreich. Sie führt auf einer Länge von 24 km von Lambach nach Gmunden am Traunsee. Die Straße führt dabei entlang der Traun und bietet Anschluss zur West Autobahn (A 1). 

## Geschichte
Die Lambach-Gmundener Reichsstraße verband die Salzburger Reichsstraße mit dem Traunsee. Dort gab es bis 1861 keine Uferstraße, so dass sämtliche Waren zwischen Gmunden und Ebensee auf dem Wasserweg transportiert werden mussten.
Die Salzkammergut-Straße gehört zu den ehemaligen Reichsstraßen, die durch das Bundesgesetz vom 8. Juli 1921 als Bundesstraßen übernommen wurden. Bis 1938 wurde die Salzkammergut-Straße als B 39 bezeichnet, nach dem Anschluss Österreichs wurde die Salzkammergut-Straße bis 1945 als Reichsstraße 339 geführt. 
Ab 1949 wurde die Salzkammergut-Straße von Lambach bis Bad Aussee durchgehend als B 145 bezeichnet. Gemäß Bundesstraßengesetz von 1971 wird die Salzkammergut-Straße seither bis Vöcklabruck geführt und der nördliche Abschnitt der bisherigen Salzkammergut-Straße wurde in Gmundener Straße umbenannt.
| B144 | Die Gmundener Straße befand sich wie die anderen ehemaligen Bundesstraßen in der Bundesverwaltung. Seit dem 1. April 2002 steht sie unter Landesverwaltung und führt zwar das B in der Nummer weiterhin, nicht aber die Bezeichnung Bundesstraße. |